# Imelda Gruber
Imelda Gruber (* 11. August 1986 in Schlanders) ist eine ehemalige italienische Naturbahnrodlerin. Sie wurde 2006 Vize-Europameisterin im Einsitzer, gewann zwei Medaillen bei Juniorenwelt- und Europameisterschaften und erzielte im Weltcup fünf Top-10-Platzierungen.

## Karriere
Ihre erste Medaille bei internationalen Juniorenmeisterschaften gewann Gruber mit dem zweiten Platz bei der Junioreneuropameisterschaft 2005 in Kandalakscha. Zuvor war sie bereits zweimal unter die besten fünf gefahren. Im Interkontinentalcup gewann sie in der Saison 2003/2004 die Gesamtwertung und erreichte im nächsten Winter den zweiten Gesamtrang.
Nach diesen Leistungen kam sie in der Saison 2005/2006 im Weltcup zum Einsatz. Während sie ihr erstes Weltcuprennen in Longiarü nur an 14. Stelle beendete, erreichte sie in den beiden nächsten Rennen in Kindberg und Olang jeweils den sechsten Rang. Ihren größten Erfolg feierte die damals 19-Jährige Ende Januar 2006 bei der Europameisterschaft in Umhausen, wo sie mit nur drei Hundertstelsekunden Rückstand auf ihre Teamkollegin Christa Gietl die Silbermedaille gewann. Drei Wochen später erzielte sie bei der Juniorenweltmeisterschaft 2006 in Garmisch-Partenkirchen den dritten Platz. Im Weltcup fuhr sie anschließend bei den Rennen in Grande Prairie auf den sechsten und siebenten Platz und beim Saisonfinale in Oberperfuss auf Rang fünf, womit sie den sechsten Platz im Gesamtweltcup erzielte.
Trotz dieser Ergebnisse startete Gruber im Winter 2006/2007 wieder ausschließlich im Interkontinentalcup, den sie knapp vor ihrer Landsfrau Tamara Schwarz gewann. Nach dieser Saison nahm Gruber an keinen Wettkämpfen mehr teil.

## Sportliche Erfolge

### Europameisterschaften
- Umhausen 2006: 2. Einsitzer

### Juniorenweltmeisterschaften
- Gsies 2002: 6. Einsitzer
- Kindberg 2004: 4. Einsitzer
- Garmisch-Partenkirchen 2006: 3. Einsitzer

### Junioreneuropameisterschaften
- Kreuth 2003: 5. Einsitzer
- Kandalakscha 2005: 2. Einsitzer

### Weltcup
- Saison 2005/2006: 6. Einsitzer-Gesamtweltcup
- 4 Platzierungen unter den besten sechs

### Interkontinentalcup
- Gesamtsieg im Einsitzer in den Saisonen 2003/2004 und 2006/2007